# Jean-Luc Joncas
Pour les articles homonymes, voir Joncas.
Jean-Luc Joncas (né le 16 décembre 1936) est un homme d'affaires et homme politique fédéral et municipal du Québec.

## Biographie
Né à Amqui dans le Bas-Saint-Laurent, il entame sa carrière politique en devenant maire de la municipalité d'Amqui de 1982 à 1984. En 1984, il devint député du Parti progressiste-conservateur du Canada dans la circonscription de Matapédia—Matane. Réélu en 1988, il est défait par le bloquiste René Canuel en 1993.